# Bonsai
För tv-programmet, se Bonzai.

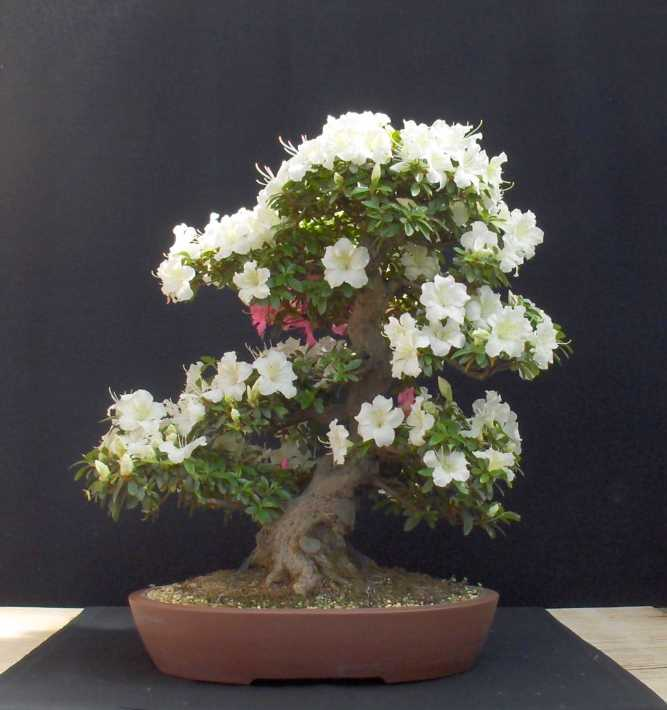
Bonsai (Azalea i full blom)

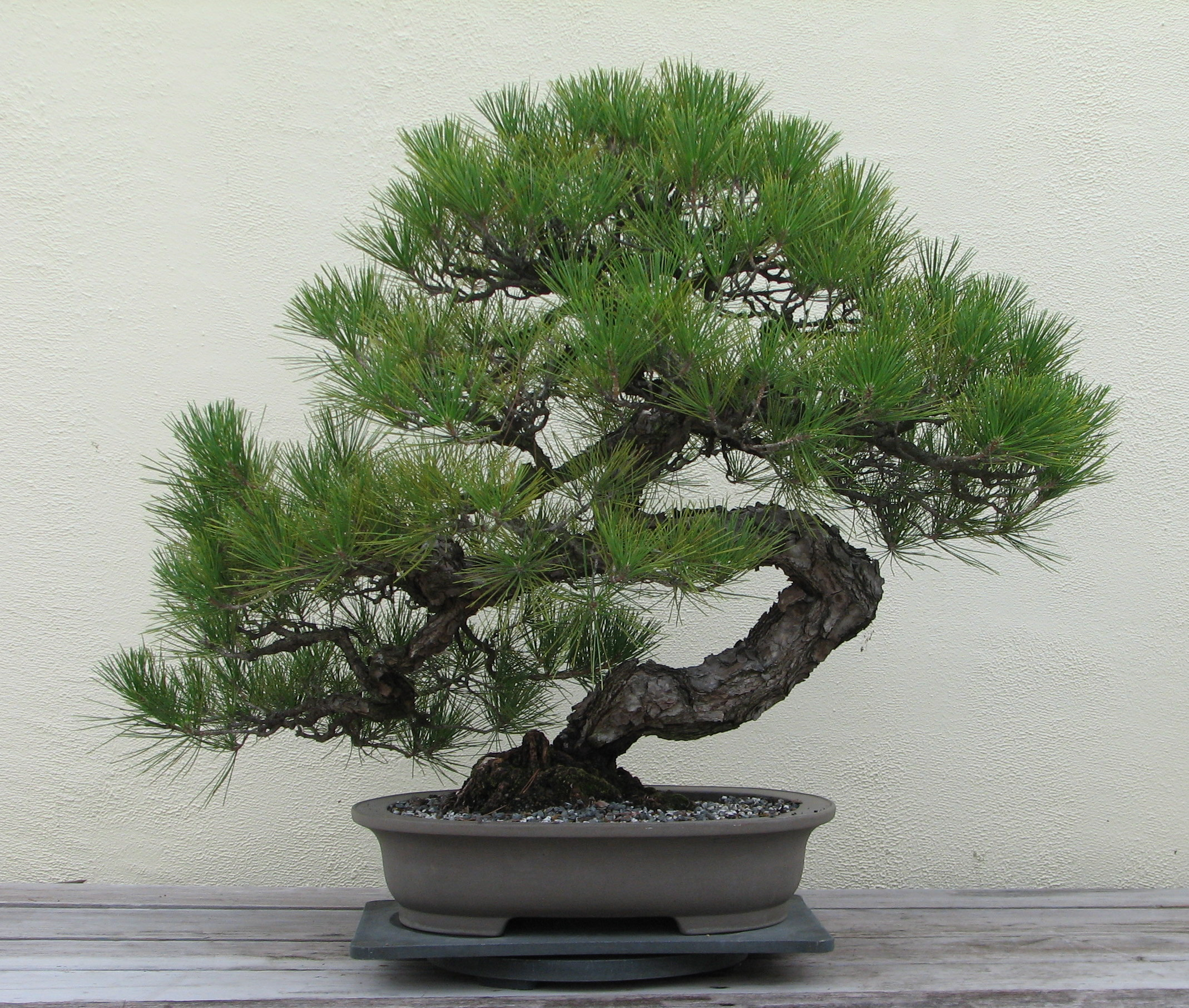
Ett bonsaiträd.

Bonsai (japanska: 盆栽?) är helt vanliga träd och buskar som genom att odlas i relativt små bonsaikrukor och genom beskärning och formgivning fås att likna vanliga träd i miniatyrformat. "Bon" betyder "kruka" och "sai" betyder "plantera" på japanska, även om båda orden är av kinesiskt ursprung. En bonsai brukar ofta ses som ett levande konstverk och kräver en hel del vård och omsorg.

## Princip

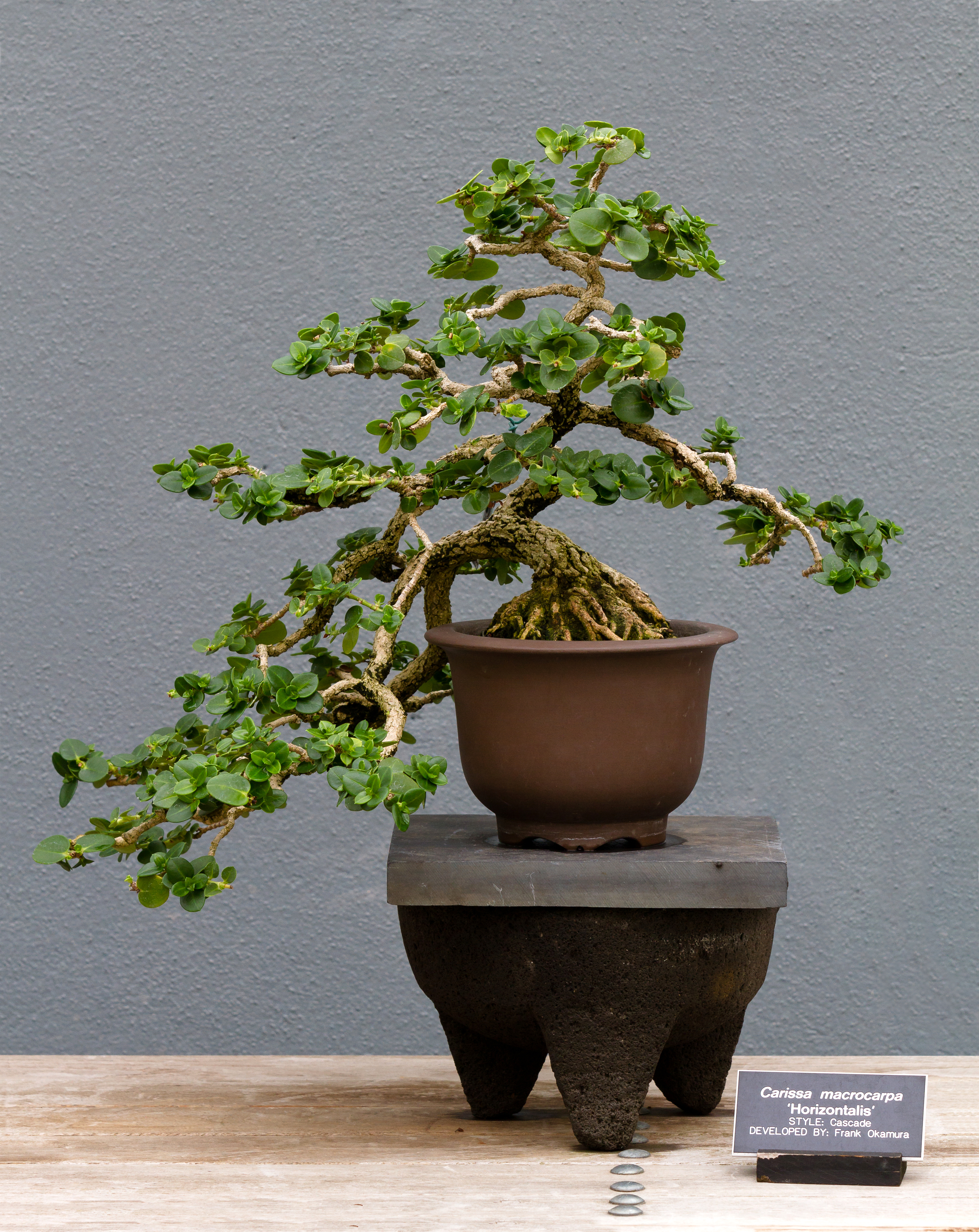
Bonsai - Carissa macrocarpa, skapad av Frank Okamura

En bonsai formas av den som odlar den enligt vissa stilformer som följs inom denna konstform. Hur lång tid det tar innan man kan kalla det för en bonsai är helt beroende på det material som man utgår från. Stilarna är egentligen bara en vägledning för bonsaiodlaren så att en exakt utformning av trädet kan erhållas och att det slutgiltiga resultatet visar upp den absolut bästa stilen och formen. 
De stora bonsaikonstnärerna gör oftast som alla andra stora konstnärer, det vill säga de bryter reglerna och formar sina träd efter eget estetiskt sinne och kan se den inneboende potentialen som trädet har. För mindre erfarna bonsaiodlare kan denna konstform förenklas genom att följa vissa regler och på det viset få kunskap om hur ett vackert träd utformas. 
Bonsaier har alltid bara en framsida, det vill säga endast en sida som de ska betraktas från. Dessutom är det tänkt att de ska betraktas i ögonhöjd så att effekten av själva miniatyrfenomenet framstår tydligare. Det är alltså utställaren av konstverket som bestämmer om det ska betraktas sittande eller stående. En bonsai kan bli flera hundra år gammal beroende på vilken art det är och tanken är att den skall gå i arv mellan generationerna.
De allra flesta bonsaier ska hållas utomhus. Det innebär att man måste veta hur man ska låta dem tillbringa den kalla vintern.
En del inhemska arter (till exempel tall och gran) kräver rejäl vintervila i låg temperatur nedgrävda t.ex. i en rabatt. Detsamma gäller många klassiska japanska bonsaiväxter, till exempel japansk lönn, keaki, japansk bok och japansk avenbok. Att det är mörkt spelar ingen roll eftersom de har fällt sina blad, men man måste kontrollera att de inte torkar ut helt.
En del tropiska och subtropiska arter som olika fikusarter, serissa m.fl. kan tas in då temperaturen börjar sjunka på hösten, men de trivs bättre om de då får extra ljus i rätt omfattning och av rätt sort. Det förekommer dock individuella avvikelser och en del kinesiska almar vill absolut ha en vintervila, andra inte. Tropiska växter, som fikus, skall tas in då temperaturen sjunker närmare 15 °C då de inte klarar att stå ute under vintern.

## Historia
Bonsaiodling kom till Japan från Kina med buddhistiska munkar på 1000-talet e.Kr. I Europa presenterades bonsai för första gången på Världsutställningen i Paris 1878. Efter andra världskriget har bonsaikulturen blivit populär i både Europa och USA.

## Skapa en bonsai

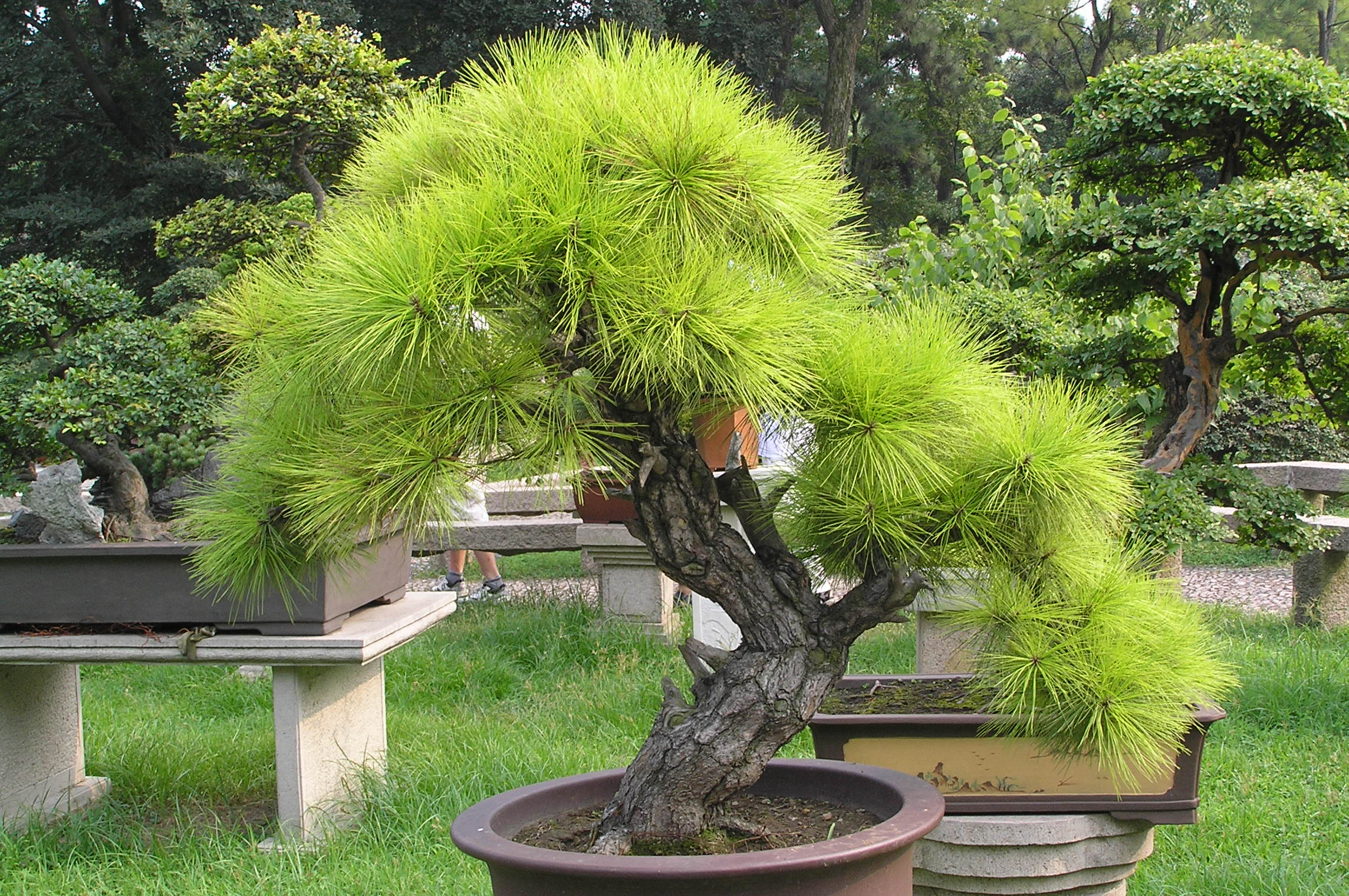
Bonsai gjord av en barrväxt.

Det finns flera tillvägagångssätt då man vill skapa en bonsai. Det går bra att ta stickling, gräva upp i naturen, köpa växter i kruka eller så från frö. Om man startar med frö bör man dock veta att det tar flera år innan man har något att arbeta med.
Egentligen kan vilken växt som helst, som har vedartad stam och grenar, bli en bonsai. Tropiska växter, eller de som i Sverige normalt används som krukväxter, kan tillbringa all sin tid inomhus. De växter som normalt befinner sig i svensk natur måste få en kall vilotid för att på sikt överleva. Det innebär att rönn, lönn, ek, tall, och gran inte kan odlas som bonsaier inomhus; de måste få en vinter som de normalt är vana vid.
Lämpliga växter att ha inomhus i Sverige:
- Kinesisk alm (Ulmus parvifolia)
- Liguster (Ligustrum sinensis)
- Myrten (Myrtus communis)
- Benjaminfikus 'Natasja' (Ficus benjamina 'Natasja')
- Carmona (Ehretia microphylla)
- Doftruta (Murraya paniculata)
- Ficus retusa

### Jin och Shari

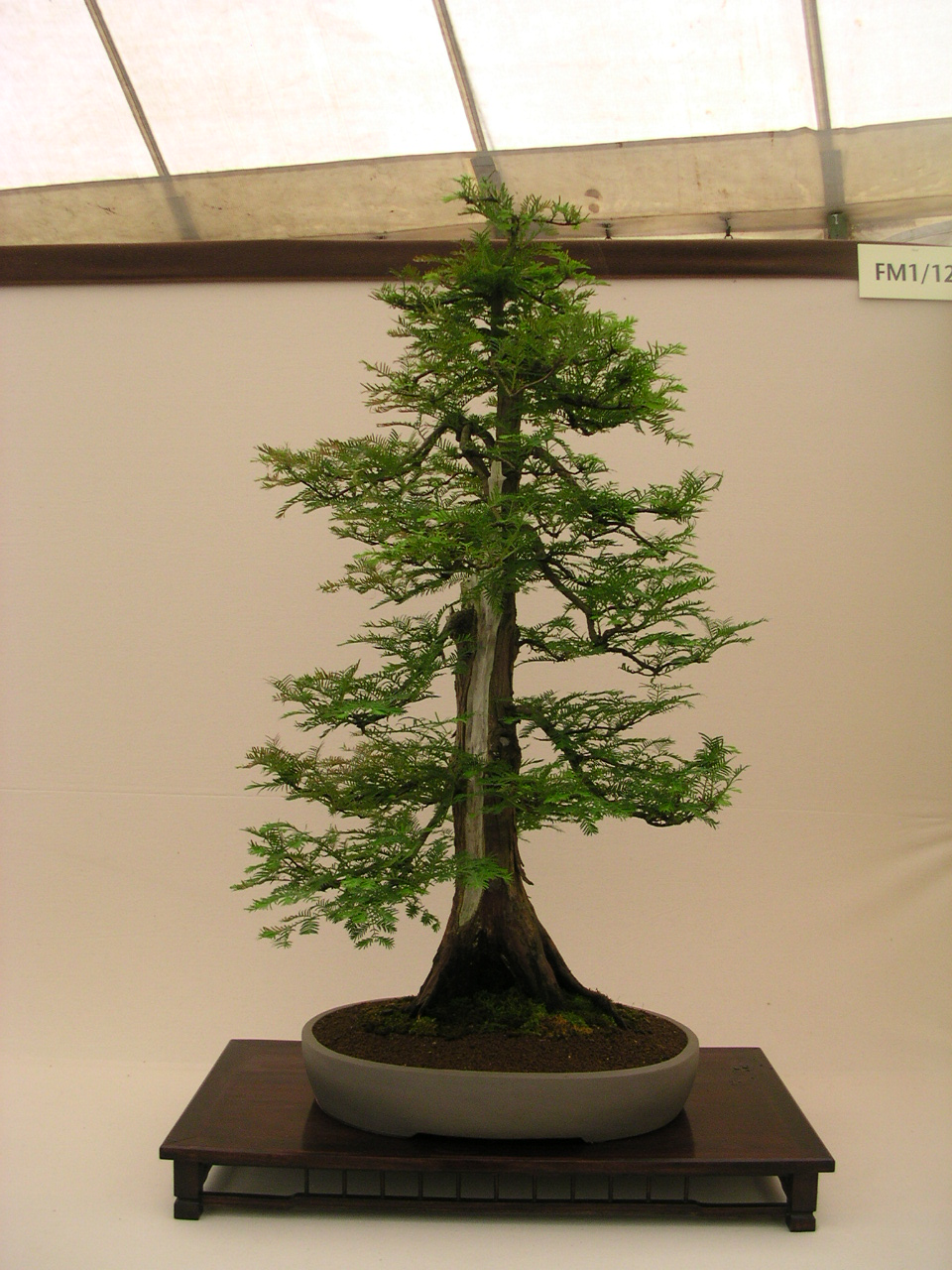
Metasequoia

Jin och shari är döda partier på en bonsai. Jin och shari skapas för att få trädet att se äldre ut, som om trädet träffats av blixten eller skadats på något annat sätt. Trädet på bilden till höger har en lång shari nästan hela vägen från roten till toppen.

## Stilformer
Anledningen till att en bonsai endast har en framsida är att trädets grenverk ska vara öppet så att betraktaren kan se in i trädet, för att trädet ska få ett djup i kompositionen. Sidorna ger trädet dess kontur och med det dess stilform. Alla sidor är lika viktiga då en perfekt bonsai ska utformas och inom ramarna kan ingen lyckad bonsai ha en brist i någon. 
De vanligaste stilformerna i alfabetisk ordning, inte enligt den form som är vanligast.
| Namn               | Beskrivning |
| ------------------ | --- |
| Dunge              | Grupp av träd som bildar en dunge och har gemensam rotboll. Även kallad flotte.                                                                                    |
| Dödved             | Trädet saknar stora delar av sin bark, där veden är solblekt, död och torr. (jin och shari)                                                                        |
| Informellt upprätt | Den vanligaste stilformen och som namnet anger är trädet upprätt, men stammen är ändå inte rak.                                                                    |
| Kaskad             | Formen ska ge sken av att trädet växer nedåt, utmed en klippa. Kronan ska sträcka sig nedanför krukans botten.                                                     |
| Klipplantering     | Ett eller flera träd växer på en sten, vilket ska föreställa ett berg. Proportionerna mellan sten och träd är viktig.                                              |
| Kvastform          | Populär bland arter som har kraftig förgrening. Ingen öppen front utan en kvastlik krona.                                                                          |
| Literati           | Minimalistiska träd som kräver vacker stam. Dessa har en mycket liten krona och är till 99% barrväxter. Svår men spännande stilform.                               |
| Lutande            | Kraftigt lutande stam. |
| Rot-över-sten      | Stammen växer på en sten och rötterna omfamnar denna på väg ner mot jorden. Vanlig art för denna stilform är tokyolönn (Acer buergerianum).                        |
| Halvkaskad         | Liknar kaskad, men denna stilform ska efterlikna ett träd som hänger ut över vattnet. Inget krav att kronan hamnar under krukhöjd.                                 |
| Skog               | 3, 5, 7, 9, 11 eller fler träd i en grupp. Ska bestå av träd i olika ålder. De minsta ytterst för att skapa ett perspektiv. Inga stammar får skymma andra stammar. |
| Upprätt            | Rak stam. Anses vara en av de svåraste stilarna. Kallas även för formell upprätt.                                                                                  |
| Vindsvept          | Ska ge sken av ett träd som befinner sig på en blåsig kust med alla grenar växande åt samma håll.                                                                  |

Det finns även ett antal variationer gällande dessa stilformer, och dessa former gäller bara de japanska formerna. I Kina finns det ytterligare en stor mängd stilformer, men de japanska är de mest förekommande i västvärlden.

## Skötsel
Att sköta en bonsai kräver både kunskap och omsorg. Dessutom krävs en stor portion tålamod.

### Bevattning
Hur mycket vatten och hur ofta, beror på tre faktorer: art, luftfuktighet och storlek på krukan. Men en regel kan skrivas: en bonsai får aldrig torka ut helt och hållet. Gör den det kan den dö. Är det en liten kruka och det råder en stark hetta i kombination med torr luft kan det krävas att växten bevattnas flera gånger per dag. Varje bonsai kräver ett bevattningsmönster och detta kan endast odlaren skapa.
Rent generellt gäller att på sommaren krävs god koll på när man behöver vattna, och sent på kvällen är en lämplig tid. Ett lämpligt val av bevattningsutrustning är en vattenkanna med en fin stril som inte sköljer bort jord, men är det riktigt varmt och soligt kan hela krukan sänkas ned i vatten. Detta görs under 10 till 15 minuter, eller tills det slutar bubbla, och medelstora bonsaier brukar klara sig i två dagar med detta, beroende på jordblandning, temperatur etc.
Direkt efter omplantering ska krukan vattnas igenom ordentligt. Därefter måste jorden ges möjlighet att torka upp på ytan innan ny bevattning sker. Att däremot duscha kronan på trädet varje dag är något som rekommenderas, oavsett betingelser. Ett undantag gäller för ett fåtal blommande växter, då blommorna vissnar av vatten.

### Jord
Den jord som används till en bonsai är vanligtvis mycket porös och mycket genomsläpplig av vatten. Anledningen till detta är att bonsaier har förhållandevis små krukor, ett litet rotsystem och måste vattnas ofta. Den porösa jorden förhindrar att vatten blir stående i krukan, vilket minskar risken att de ömtåligaste rötterna ruttnar.
Den exakta jordblandningen som ska användas beror på vilken typ av växt som odlas och växtbetingelserna.

### Gödsling
Tidigare har själva gödslingsdelen varit mycket avancerad och helt varit beroende av vilken växt man odlar, hur gammalt trädet är och årstid. Då har man kommit fram till en lösning som gör det hela enklare. En bonsai måste få någon form av näring, annars dör den, men får den för lite växer de inte mycket.
Dessa träd växer i en mycket liten kruka och har med detta en mycket liten näringsreserv, vilket innebär att de är helt beroende av odlarens tillskott av näring, för att kunna frodas och bli vackra, friska och välmående. Tidigare kunde denna typ av näring bestå av upp till åtta olika preparat som skulle ges vi olika tillfällen på året. De ny rönen som tagits fram av docent Tom Eriksson från Lantbruksuniversitetet i Uppsala, visar att det lämpligaste sättet att gödsla är att tillsätta flytande fullgödselmedel (exempelvis Blomstra) till vattnet varje gång trädet vattnas, året om, men extremt utspädd. Mängden Blomstra till en liter vatten är endast ett kryddmått, eller en milliliter. Denna dosering gäller för växter som fortfarande ska växa till sig för att kunna formas, men till färdiga träd kan denna dos ytterligare halveras. På det sättet får växten tillgång till näring under hela växtperioden.

## Beskärning
Beskärningen tillhör den viktigaste delen i utformandet av en stilren bonsai. Just denna del brukar vara ett problem hos nybörjare, då det finns en del tvivel om hur mycket som kan tas bort, utan att trädet dör. Beskärning sker av både rotsystem, grenverk och bladverk, vilket naturligtvis sker på olika sätt.

### Rotbeskärning
Varje år skall unga träd beskäras i rotsystemet i samband med omplantering. För att få plats med ny jord måste rötterna beskäras. Den rotboll som återfinns då växten lyfts ur krukan måste först redas ut så att alla rötter kan beskådas tydligt. Alla sugrötter kan beskäras ner till en tredjedel och tjocka pålrötter bör avlägsnas helt och hållet, då dessa endast är till för att trädet skall stå stadigt i väder och vind. Dessa får ändå inte plats i de låga krukorna. Genom att skära ner sugrötterna kommer det att förgrena sig och nya friska sugrötter kommer att bildas.

### Bladbeskärning
Bladverket (eller barrverket) beskärs då mindre blad vill erhållas, och kan beskäras på olika sätt. Rent generellt så kan de flesta bladfällande växter bladbeskäras när det finns tre till fem bladpar. Hur många blad som skall sparas beror på hur stor tillväxt som eftersträvas. Vanligt är att ett par bladpar sparas, men en total avlövning är också möjlig. Denna metod är extra verksam på japansk lönn som med detta får en bättre höstfärg. När det gäller fikus kan halva bladet eller hela, förutom bladskaftet, klippas bort, vilket får de nya bladen att bli avsevärt mindre. Barrträd bör inte avlövas helt. En gren eller kvist helt utan barr dör så lämna alltid åtminstone några par barr.

### Grenbeskärning
Att grenbeskära barrväxter är den svåraste biten. Rent generellt bryter inte barrväxter nya grenar på bar gren, förutom lärk och idegran, vilket gör att dessa bör beskäras med stor eftertanke. Det finns dock avancerade tekniker att få exempelvis tall att bryta på bar gren.
Vilka grenar som skall tas bort kan vara svårt att avgöra för en nybörjare, men några tips kan ge en viss vägledning i rätt riktning. Genom att välja ut de grenar som ska behållas, och märka upp dem med exempelvis ett snöre eller en tejpbit, så syns visionen tydligare. Vilken stilform detta träd skall få bör bestämmas redan nu. Tänk på att trädet kan lutas i krukan för att få en viss stilform.
1. Börja nedifrån och välj den första grenen.
2. Välj även ut den andra grenen som antingen ska andra hållet eller bakåt.
3. Fortsätt upp i kronan växelvis till två tredjedelar av höjden, då även grenar som växer framåt kan behållas.
4. Red ut kronan med händerna och leta upp småkvistar samt torra partier och klipp bort dessa.

Om det är en barrväxt som beskärs så kan det vara bra att ha i åtanke att skapa en eventuell jin genom att lämna en längre stump kvar. Den kan klippas bort senare om den inte passar in. Är det en bladväxt finns möjligheten att den bryter gren även på en kort stump, så lämna en längre bit även här. Bladväxter blir oftast vackrare om de beskärs ordentligt, men om en lågt placerad gren behålls blir stammen oftast tjockare lite snabbare. Denna gren kan tas bort några år senare. Att noggrant planera en bonsai är A och O vid beskärning, och då menas inte bara för tillfället utan flera år framöver.

## Rotsystem
Nebari är den övre delen av rotsystemet, det vill säga den del som bör synas hos en bonsai, som ofta glöms bort av odlare. Denna del ska vara lika väl förgrenad som kronan och blir med tiden kraftigare och i och med det allt mer synlig. Dessa rötter ger ett ökat intryck av att trädet är gammalt. Precis som med grenverket måste dessa formas på ett sådant sätt att inga kraftiga rötter växer fram mot betraktaren utan mot sidorna eller bakåt.
Rotsystemet är en viktig detalj då man väljer växtmaterial, men även då man planterar om en blivande bonsai (potensai = potentiell bonsai). Det kan naturligtvis vara ett problem om en krukväxt är utgångsmaterialet, då trädgårdshandlaren kanske inte tillåter att en studie av rötterna utförs innan köpet. Vid varje omplantering bör rötterna redas ut och sedan formas på ett tillfredsställande sätt.

## Trådlindning
Då lindning av trädets grenar eller stam sker är det för att tvinga trädet till en annan form, inte för att förhindra dess tillväxt. Valet av metalltråd beror helt och hållet på hur smidigt genomförandet ska bli och hur trädet ska framstå då det är lindat. Grovleken på tråden bör väljas så att tråden orkar böja grenen eller stammen, men inte för grov då det oftast får fenomenet att grenen blir lindad runt tråden. Det är vanligt att koppartråd används, men den har en förmåga att sätta sig och kan inte återanvändas, så det handlar då mest om ekonomi. Numer finns det speciell tråd i handeln som består av bruneloxerad aluminiumtråd som kan återanvändas. Den andra fördelen med denna tråd är att den inte syns så väl i trädet då det är lindat.
Stam, grenar och kvistar kan lindas, och tjockleken på tråden bör anpassas efter detta. Hur länge en lindning kan sitta beror på ett antal faktorer, dels hur gammal växten är och del på hur kraftig tillväxt den har. Om det visar sig att barken börjar ta skada så skall lindningen omedelbart avlägsnas. Ett tydligt tecken är då barken börjar att bygga över tråden, vilket bör undvikas under vissa omständigheter. I vissa fall kan en medveten överväxt tillföra en rörelse i stammen. Tiden kan dock variera från någon månad till sex månader, så ett vakande öga är att föredra.